# Mabinogion
Mabinogion (ang. The Mabinogion) – zbiór średniowiecznych walijskich sag. Nazwę tę nadała ich pierwsza tłumaczka na język angielski, lady Charlotte Guest.
Pierwszą część Mabinogionu stanowią Cztery gałęzie Mabinogi (wal. Pedair Cainc y Mabinogi), wobec których stosuje się nazwę Mabinogi. Zawierają one wiele elementów celtyckiej tradycji mitologicznej. W skład drugiej części wchodzą dwie walijskie legendy arturiańskie Cilhwch i Olwena oraz Sen Rhonabwy’ego, dwa pseudo-historyczne opowiadania Sen Macsena Wlediga i Historia Lluda i Llefelysa oraz opowieść Taliesin, w obecnych wydaniach często pomijana jako niepochodząca z tych samych manuskryptów, co pozostałe opowieści. Część trzecia to trzy tzw. romanse arturiańskie Pani Źródła, Peredur syn Efrawga oraz Geraint i Enida, w których wyraźne są wpływy literatury obcej.

## Nazwa
Tytuł Mabinogion nadała zbiorowi sag jego pierwsza tłumaczka na język angielski, lady Charlotte Guest, która, natknąwszy się w jednej z opowieści na słowo mabynogyon, założyła, że stanowi ono formę liczby mnogiej od walijskiego mabinogi. O pochodzenie i znaczenie samego słowa mabinogi badacze spierają się do dziś. Niektórzy łączą je z walijskim mab, czyli „młodzieniec, chłopiec; syn”, więc mabinogi oznaczałoby „młodzieńczą opowieść” – opis młodzieńczych czynów bogów i ich potomków. Inni, jak Eric P. Hamp i P. Mac Cana, wywodzą je od imienia celtyckiego bóstwa Mabona (Maponosa, Maponusa), utożsamianego przez Gallorzymian z Apollonem i pojawiającego się w niektórych utworach ze zbioru; mabinogi oznaczałoby więc „opowieść o Mabonie”.
Nazwa mabinogi pierwotnie odnosiła się głównie do pierwszych czterech opowieści, tzw. „Czterech gałęzi Mabinogi” (patrz niżej), najstarszych i związanych z najdawniejszą tradycją.

## Datowanie
Charlotte Guest przetłumaczyła w 1849 na język angielski pierwszych jedenaście opowieści zawartych w dwu średniowiecznych walijskich manuskryptach, tzw. Białej Księdze z Rhydderch (wal. Llyfr Gwyn Rhydderch) powstałej ok. 1350 i Czerwonej Księdze z Hergest (wal. Llyfr Coch Hergest) z ok. 1382–1410. Fragmenty tych opowieści zachowały się również we wcześniejszych XIII-wiecznych manuskryptach.
Badacze są zgodni, że opowieści są znacznie starsze niż rękopisy, w których się zachowały, lecz spierają się, o ile starsze. Opierając się na przesłankach językowych oraz historycznych, Ifor Williams datował ich powstanie na okres przed rokiem 1100. Saunders Lewis argumentuje za datowaniem między rokiem 1170 a 1190. Według Charlesa-Edwardsa język opowieści najlepiej odpowiada okresowi między rokiem 1000 a 1100. Sprawa datowania pozostaje więc kwestią sporną. Niemniej jednak Mabinogion stanowi najbogatsze źródło wiedzy o wierzeniach wyspiarskich Celtów, obok sag irlandzkich.

## Opowieści zawarte w zbiorzeMabinogion
Podane poniżej tytuły opowieści zgodne są ze współczesną walijską pisownią.
„Cztery gałęzie” Mabinogi:
- Pwyll, Pendefig Dyfed – Pwyll, książę Dyfed
- Branwen ferch Llŷr – Branwen, córka Llŷra
- Manawydan fab Llŷr – Manawydan, syn Llŷra
- Math fab Mathonwy – Math, syn Mathonwy[a]

Legendy walijskie:
- Breuddwyd Macsen Wledig – Sen Macsena Wlediga
- Cyfranc Lludd a Llefelys – Historia Lluda i Llefelysa
- Culhwch ac Olwen – Culhwch i Olwena
- Breuddwyd Rhonabwy – Sen Rhonabwy’ego
- Hanes Taliesin – Historia Taliesina

Romanse arturiańskie:
- Iarlles y Ffynnon / Owain  – Pani Źródła albo Owain
- Peredur fab Efrawg – Peredur, syn Efrawga
- Geraint ac Enid – Geraint i Enida